# Westerkappeln
Westerkappeln är en kommun i delstaten Nordrhein-Westfalen i västra Tyskland. Den är belägen några kilometer väster om Osnabrück och har cirka 11 000 invånare, på en yta av 86 kvadratkilometer.